# Cefuroxima
La  cefuroxima sodica è un antibiotico beta lattamico ad ampio spettro, facente parte delle cefalosporine di seconda generazione. L'attività della cefuroxima è prevalente nei batteri Gram negativi ma agisce anche su alcuni Gram positivi, la sua azione è di tipo battericida.

## Indicazioni
Viene utilizzato contro le infezioni da batteri Gram negativi e Gram positivi quali: Enterobacter sp, Neisseria gonorrhoeae, Neisseria meningitidis, Aeromonas sp, Clostridium, streptococchi ed altri gram+ e gram-.

## Dosaggi
Cefuroxima sodica:
- Infezioni lievi: adulti 750 mg - 1500 mg al giorno per via im o ev ogni 8 ore.
- Infezioni moderate: adulti 1,5 - 3 g/die per via intramuscolare o endovenosa ogni 8 ore (2-4 somministrazioni)

Bambini: 30-100 mg/kg/die ogni 8 ore (2-4 somministrazioni).
- Infezioni severe: da 2 a 6 g al giorno per via endovenosa ogni 8 ore.

Cefuroxima Axetil:
Via orale
- 250-500 mg ogni 12 ore.

## Controindicazioni
Sconsigliato in soggetti con insufficienza renale, da evitare in caso di gravidanza e allattamento materno, ipersensibilità nota al farmaco o in casi di allergia agli antibiotici beta lattamici come penicilline, cefalosporine e carbapenemi.

## Effetti indesiderati
Fra gli effetti collaterali più frequenti si riscontrano senso di agitazione, flebiti, vertigini, orticaria, cefalea, nausea, diarrea, gastrite, sindrome di Stevens-Johnson, angioedema, epatite, prurito, eosinofilia, nefropatia tubulointerstiziale.